# Gravelly Hills Interchange

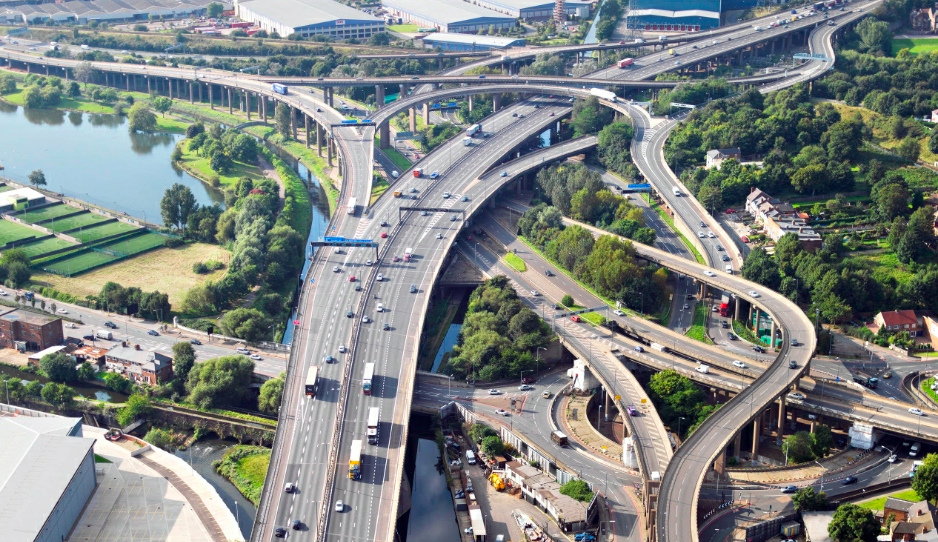
Gravelly Hill Interchange

Il Gravelly Hill Interchange è un grande svincolo autostradale situato a Birmingham, noto anche come Spaghetti Junction, che incrocia la Motorway M6 con l'autostrada A38.
L'appellativo Spaghetti Junction nacque nel 1965 in una pubblicazione del Birmingham Mail, venendo descritto come "un incrocio tra un piatto di spaghetti e il nodo Staffordshire". Già nel 1958 il Ministero dei trasporti cominciò ad indagare su una soluzione nell'unire le autostrade e dieci anni più tardi venne approvato e annunciato lo sviluppo da parte del ministro dei trasporti Richard Mash. Così la costruzione iniziò nello stesso 1968, per poi terminare nel 1972, al costo di £ 86,2 milioni attuali.
Lo svincolo arriva a coprire 12 ettari di superficie, dove prima si ergevano oltre 160 case, una banca ed una fabbrica, con 22 km di strade e reggendosi su 559 pilastri alti anche 24,4 m.